# Servicio de enfermería del real distrito (Victoria)
El Servicio de enfermería del real distrito (RDNS) es una ONG en Australia que proporciona cuidado domiliario|cuidados domiciliarios de enfermería a personas del área metropolitana de Melbourne y a las regiones de la península de Mornington. Fundado en 1885, la organización (anteriormente conocida como Sociedad Enfermera del Distrito de Melbourne) comenzó con una única enfermera que iba a pie para proporcionar los cuidados domiciliarios de enfermería a las personas.

## Organización
La visión oficial de RDNS es "ser el proveedor de elección de la atención domiciliaria y comunidad de enfermería y servicios de salud."

### Estructura organizativa
Operando desde veinte centros en Melbourne, RDNS es actualmente la mayor y más antigua organización proveedora de servicios a domicilio de enfermería en Australia cubriendo las áreas de:
- Altona, Berwick, Box Hill, Camberwell, Caulfield, Diamond Valley, Essendon, Frankston, Hartwell, Heidelberg, Kew, Knox, Lilydale, Moreland, Moorabbin, Rosebud, Springvale, Sunshine
- Yarra.[3]

### Datos
Más de 1.250 personas trabajan en RDNS, de los cuales 1000 son enfermeras de distrito. Las enfermeras de RDNS efectúan más de 1,5 millones de visitas a usuarios, proporcionando más de 550.000 horas de cuidado directo y viajaron más de 8,2 millones de kilómetros para proporcionar cuidado enfermero domiciliario a más de 30.000 usuarios cada año.
La organización también pretende ayudar a los sin techo de Melbourne a través de su Programa de Personas Sin Techo. El programa proporciona "...cuidado sanitario holístico a personas que son de facto personas sin techo o en riesgo de convertirse en sin techo," y también proporciona un servicio de enfermería privado a través de RALLY Healthcare.